# Gilles Gressani
Gilles Gressani, né en 1992 dans le val d'Aoste (Italie), est un intellectuel italien, analyste politique spécialisé en géopolitique, directeur de la revue Le Grand Continent et président fondateur d'un think tank  domicilié à l’École normale supérieure ; il exerce principalement ses activités en France. Il a été nommé dans Politico dans sa liste des 40 des influenceurs qui structurent l’agenda politique et les affaires publiques à Paris.

## Biographie

### Jeunesse et famille
Gilles Gressani naît à Villeneuve, bourg situé à une dizaine de kilomètres d'Aoste.
Il perd en bas âge sa mère, enseignante d'art. Son père est fonctionnaire du parc national du Grand-Paradis puis guide accompagnateur touristique.
Adolescent, il dit avoir fréquenté assidument la bibliothèque publique d'Aoste, où il lit des ouvrages de philosophie et de science politique.

### Formation
Il fait sa dernière année d'études secondaires dans un lycée des Alpes-Maritimes jumelé avec le sien, afin d'accéder aux classes préparatoires aux grandes écoles françaises. Admis au lycée Louis-le-Grand à Paris, au terme de deux années de classe préparatoire littéraire, il intègre l'École normale supérieure (2012-2018). Pendant sa scolarité, il obtient un master en études politiques à l'EHESS (2015-2017),.
En parallèle, il fait de la recherche au département de science politique de l'université Columbia à New York jusqu'en 2018,.

### Édition et enseignement
Il cofonde en 2017 le think tank Groupe d'études géopolitiques, et en 2019, son émanation littéraire, la revue Le Grand Continent, qui publie des contributions de personnalités politiques, universitaires et écrivains reconnus,,. À la fin de l'année 2024, la revue compte 25 000 abonnés et son site web enregistre 20 millions de visites par an,.
Il enseigne le cours "Introduction à la science politique" à Sciences Po,. Il a également publié dans des quotidiens français tels que le Monde et le Figaro,.

## Publications
- L'Europa e la sua ombra : un continente di fronte alla responsabilità del futuro, avec Giorgia Serughetti, Florence, Bompiani, 2023[13]
- Préface de Une histoire politique du monde fossile : le XXe siècle du pétrole et du gaz d'Helen Thompson (traduction de Disorder, Paris, Flammarion, 2024[14]

### Groupe d'études géopolitiques
- Dans Le Grand Continent, 2019-2024[15]

### Vidéo
- « Trump n'est plus le protecteur de l'Ukraine, mais l'avocat de son agresseur : il n'est plus dans le camp occidental », Paris, Radio France, 23 février 2025.